# Mark de Berg
Mark de Berg é um geômetra computacional holandês, conhecido como um dos autores do livro-texto Computational Geometry: Algorithms and Applications (com Otfried Cheong, Marc van Kreveld e Mark Overmars, Springer, 1997; 3ª ed., 2008).
Mark de Berg obteve um doutorado em 1992 na Universidade de Utrecht, com a tese Efficient Algorithms for Ray Shooting and Hidden Surface Removal, orientado por Mark Overmars. É professor de ciência da computação na Universidade Tecnológica de Eindhoven.
Com David Mount foi co-catedrático do Symposium on Computational Geometry de 2003.